# Gyrophthorus
Gyrophthorus — рід грибів. Назва вперше опублікована 1990 року.